# Vélez de Benaudalla (kommunhuvudort)
Vélez de Benaudalla är en kommunhuvudort i Spanien.   Den ligger i provinsen Provincia de Granada och regionen Andalusien, i den södra delen av landet, 400 km söder om huvudstaden Madrid. Vélez de Benaudalla ligger 181 meter över havet och antalet invånare är 2 618.
Terrängen runt Vélez de Benaudalla är huvudsakligen kuperad, men österut är den bergig. Vélez de Benaudalla ligger nere i en dal. Runt Vélez de Benaudalla är det tätbefolkat, med 442 invånare per kvadratkilometer. Närmaste större samhälle är Motril, 9,1 km söder om Vélez de Benaudalla. Omgivningarna runt Vélez de Benaudalla är i huvudsak ett öppet busklandskap.